# 霍恩斯比山

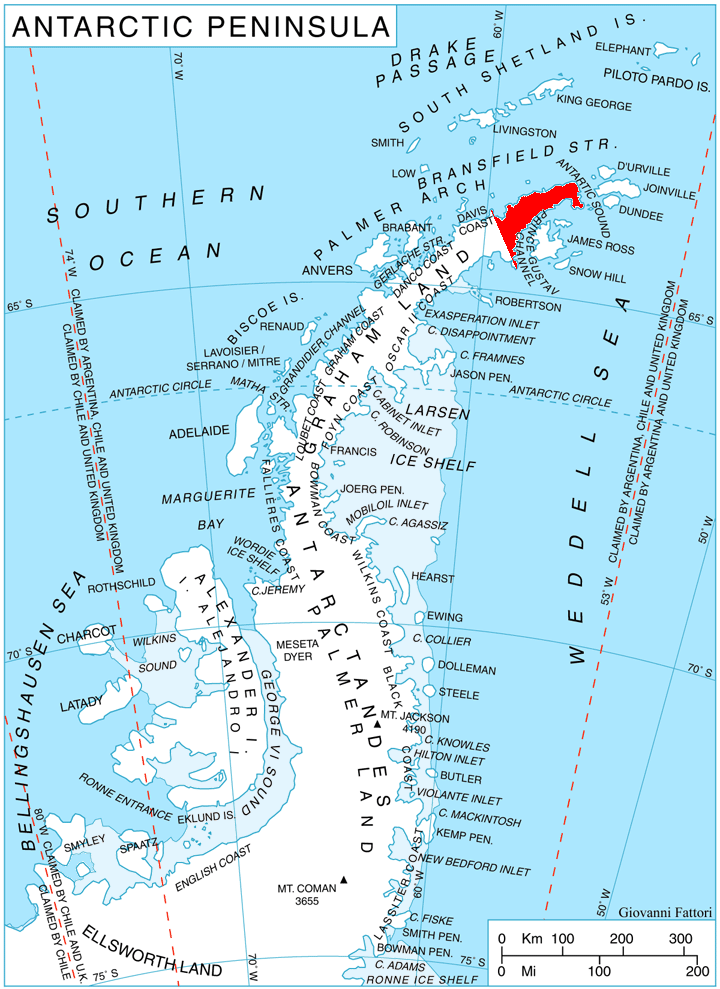

64°11′49″S 59°20′43″W / 64.19694°S 59.34528°W
霍恩斯比山（英語：Mount Hornsby）是南極洲的山峰，位於特里尼蒂半島，處於肖格倫冰川中游南部，該山峰根據英國探險隊的測量被繪入地圖，現時由南極條約體系管理。

## 外部連結
- SCAR Composite Antarctic Gazetteer（页面存档备份，存于）.